# Nahr el-Berdawni
Le Nahr el-Berdawni, ou rivière du Berdawni, est une rivière qui arrose la ville de Zahlé, dans la plaine de la Bekaa, au Liban. Cette rivière est un affluent du fleuve Litani. Elle s'assèche en été et n'est pas navigable. Son débit est estimé à près de 4 mètres cubes par seconde. Elle traverse la ville de Zahlé, irrigue les plaines de Saadnayel, Taalbaya et Taanayel avant de se jeter dans le Litani au Marj.

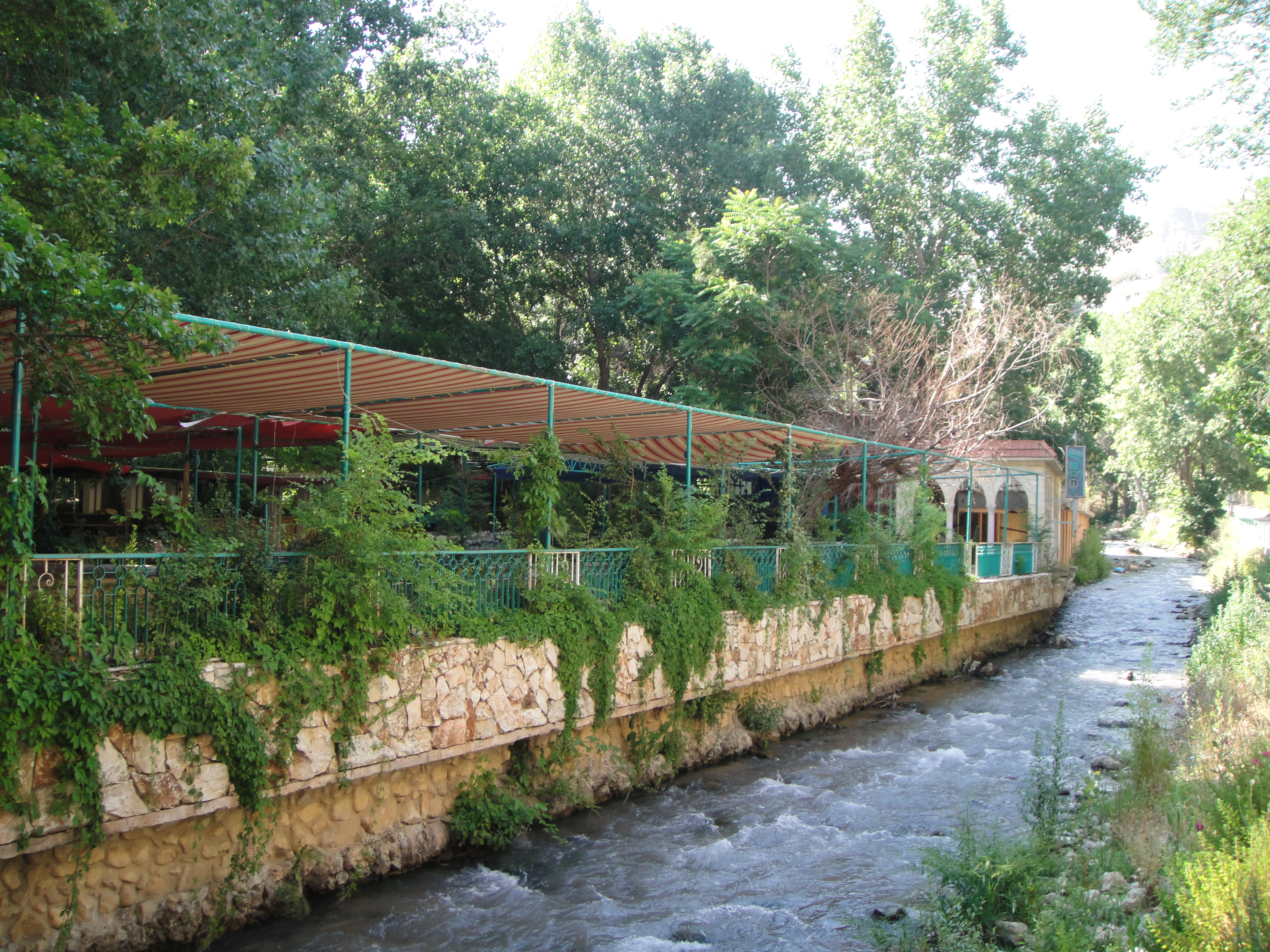
Des cafés sur les rives de la rivière.

## Aménagements
Les rives de la rivière comptent plusieurs restaurants et parcs et sont un lieu touristique.